# Molanna flavicornis
Molanna flavicornis is een schietmot uit de familie Molannidae. De soort komt voor in het Nearctisch gebied.